# Gerichtsvollzieher (Deutschland)
Der Gerichtsvollzieher ist selbständiges Organ der Zwangsvollstreckung und zugleich Beamter. Der Gerichtsvollzieher hat die Aufgabe, Urteile und andere Vollstreckungstitel zwangsweise zu vollstrecken sowie (auch außerhalb eines konkreten Gerichtsverfahrens) Schriftstücke zuzustellen. Bei der Tätigkeit als selbständiges Organ der Zwangsvollstreckung übt er öffentliche Gewalt in eigener Verantwortung aus und untersteht dabei im Rahmen der Erinnerung der Fachaufsicht des Vollstreckungsgerichts. Außerhalb seiner Tätigkeit als selbständiges Organ der Zwangsvollstreckung (z. B. hinsichtlich der Frage der Organisation), untersteht der Gerichtsvollzieher als Beamter der Dienstaufsicht des aufsichtsführenden Amtsgerichts.
Der Gerichtsvollzieher ist gemäß § 1 Gerichtsvollzieherordnung insoweit selbständig, als dem andere Grundsätze nicht entgegenstehen. Der Gerichtsvollzieher ist z. B. aufgrund der in der Zwangsvollstreckung geltenden Dispositionsmaxime an den Vollstreckungsantrag des Gläubigers gebunden. Der Gläubiger bestimmt damit Beginn, Art und Ausmaß der Zwangsvollstreckung. Der Gläubiger kann auch bestimmte Gegenstände von der Pfändung ausnehmen. Den genauen Zeitpunkt einer Vollstreckungsmaßnahme bestimmt jedoch der Gerichtsvollzieher selbständig. Er kann auch selbständig darüber entscheiden, ob er eine Vollstreckungsmaßnahme nach § 765a Abs. 2 ZPO aufschiebt.
Der Gerichtsvollzieher führt als Beamter des mittleren oder gehobenen Dienstes einen eigenen Geschäftsbetrieb mit eigenem Geschäftszimmer und Büroangestellten auf eigene Kosten. In Deutschland gibt es rund 4200 Gerichtsvollzieher. Sie haben 2017 etwa 1,3 Millionen Pfändungen vorgenommen und 53.600 Wohnungen zwangsgeräumt.

## Aufgaben
Primäre Aufgabe des Gerichtsvollziehers ist die Beitreibung titulierter Geldforderungen. Hierfür gibt es verschiedene Möglichkeiten, die in § 753 ZPO in Verbindung mit § 802a ZPO benannt sind.
Zunächst wird der Gerichtsvollzieher auf eine gütliche Einigung nach § 802b ZPO hinwirken (Zahlungsaufschub mit Einverständnis des Gläubigers oder Ratenzahlung, vgl. § 802b ZPO). Der Gerichtsvollzieher kann auch bewegliches Vermögen ‒ z. B. Bargeld, Kraftfahrzeuge, Schmuck ‒ pfänden (Sachpfändung). Allerdings hat er sich an die allgemeinen Pfändungsregelungen, insbesondere an das sog. Kahlpfändungsverbot (§§ 811 ff. ZPO) zu halten.
Nach § 802a ZPO in Verbindung mit § 807 ZPO kann der Gerichtsvollzieher bei Vorliegen der Voraussetzung nach § 807 ZPO dem Schuldner auf Antrag des Gläubigers die Vermögensauskunft (früher Offenbarungseid oder eidesstattliche Versicherung) vor Ort sofort abnehmen. Die Vollstreckung vor Ort ist aufgrund des Gesetzes zur Reform der Sachaufklärung in der Zwangsvollstreckung seit dem 1. Januar 2013 jedoch nicht mehr zwingend zur Abnahme der Vermögensauskunft erforderlich. Vielmehr kann der Gerichtsvollzieher nach § 802a ZPO in Verbindung mit § 802c ZPO auch isoliert mit der Abnahme der Vermögensauskunft des Schuldners beauftragt werden.
Bei der Vermögensauskunft muss über das Vermögen des Schuldners ein Verzeichnis erstellt werden. Zum Vermögen gehören alle körperlichen Gegenstände im Eigentum des Schuldners sowie Forderungen (§ 802c Abs. 2 ZPO). Der Schuldner hat sodann die Richtigkeit seiner Angaben an Eides statt zu versichern. Das Vermögensverzeichnis wird sodann in das amtliche Vollstreckungsportal eingestellt. Nach Abgabe der Vermögensauskunft durch den Schuldner ist vom Gerichtsvollzieher gem. § 882c ZPO eine sog. Eintragungsanordnung zu erstellen und wird in das Schuldnerverzeichnis des jeweiligen Zentralen Vollstreckungsgerichts (ZenVG) eingetragen (§ 802k ZPO).
Zu den weiteren Aufgaben des Gerichtsvollzieher gehören unter anderem die Zwangsräumung von Wohnungen und Grundstücken, die Austauschpfändung, das Durchführen einer Kindeswegnahme, die Vollstreckung sonstiger Herausgaben und die förmliche Zustellung nicht notwendigerweise amtlicher Schriftstücke, die eine im Gesetz als Willenserklärung beschriebene Darstellung zum Ausdruck bringen.
Gepfändete Gegenstände kennzeichnet der Gerichtsvollzieher mit einem aufgeklebten Pfandsiegel, früher „Kuckuck“ genannt. Damit war der im früheren preußischen Staatssiegel aufgedruckte Adler gemeint. Heute sind auf einem Pfandsiegel nur noch die Bezeichnung „Pfandsiegel“ und der Name des Amtsgerichts angegeben, unter dessen Aufsicht der Gerichtsvollzieher steht. Das unberechtigte Entfernen eines derartigen Siegels ist gemäß § 136 Abs. 2 StGB als Siegelbruch strafbar.
Bei der Zustellung einer Urkunde durch den Gerichtsvollzieher wird eine Kopie der Urkunde mit einer genauen Beschreibung, wann und wie bzw. an wen das Original zugestellt wurde, an den Absender zurückgeschickt, so dass dieser die Zustellung gerichtsfest belegen kann.

## Anstellung, Zuständigkeit
Der Gerichtsvollzieher gehört zu den Organen der Rechtspflege und ist in einem ihm zugewiesenen Amtsbezirk tätig. Bei den Amtsgerichten bestehen sogenannte Gerichtsvollzieher-Verteilerstellen, die Aufträge der Gläubiger an die Gerichtsvollzieher im jeweiligen Amtsgerichtsbezirk sammeln und diese dann dem jeweils zuständigen Gerichtsvollzieher zuweisen. Davon unabhängig kann der Gläubiger aber auch direkt Kontakt mit dem zuständigen Gerichtsvollzieher aufnehmen.
In Deutschland sind „Gerichtsvollzieher“ und  „Obergerichtsvollzieher“ Amtsbezeichnungen von Beamten im mittleren oder gehobenen Justizdienst (Besoldungsgruppe A8 bis A11). Im Bundesland Bayern wird darüber hinaus die Amtsbezeichnung „Hauptgerichtsvollzieher“ (Besoldungsgruppe A10) verwendet. Vor der Ernennung ist eine gesonderte Anstellungsprüfung abzulegen. Zusätzlich steht ihm ein Teil der eingenommenen Gebühren sowohl als Vergütung als auch als Entschädigung für die Unterhaltung eines Geschäftszimmers und die Bezahlung eigener Angestellter zu.

## Befugnisse
Rechtsgrundlage der Tätigkeit als Gerichtsvollzieher sind vor allem § 154 Gerichtsverfassungsgesetz (GVG) und die Zivilprozessordnung (ZPO), z. B. § 753 ZPO sowie die Gerichtsvollzieherordnung (GVO), die zwar in die Zuständigkeit der Bundesländer fällt, aber von den Landesjustizverwaltungen bundeseinheitlich beschlossen wurde, die letzte grundlegende Neufassung ist von 2012 und wurde 2013 in den einzelnen Bundesländern mit jeweiligen Anlagen in Kraft gesetzt, z. B. in NRW am 9. August 2013. und die Geschäftsanweisung für Gerichtsvollzieher (GVGA). Die Kosten für die Tätigkeit des Gerichtsvollziehers bestimmen sich im Regelfall nach dem Gerichtsvollzieherkostengesetz (GvKostG) (§ 1 Absatz 1 und 2 GvKostG).
Zur Durchsetzung seiner Befugnisse kann er unmittelbaren Zwang bis hin zur Zwangsräumung und Verhaftung gegen die Schuldner einsetzen; dabei kann er sich auch der Amtshilfe der Polizei bedienen.

## Rechtsverhältnis zum Vollstreckungsgläubiger
Der Gerichtsvollzieher wird vom Vollstreckungsgläubiger entweder direkt oder durch Vermittlung der beim Amtsgericht bestehenden sog. Gerichtsvollzieher-Verteilerstelle beauftragt (§ 753, § 766 Abs. 2 ZPO); es besteht allerdings kein zivilrechtliches Auftragsverhältnis, sondern ein öffentlich-rechtliches Verhältnis zwischen ihm und dem Gläubiger.
Der Gerichtsvollzieher handelt nicht als Vertreter des Vollstreckungsgläubigers und auch nicht als dessen Erfüllungsgehilfe, sondern hoheitlich als Amtswalter. Er ist selbständiges Organ der Rechtspflege.